# 油井大三郎
油井 大三郎（ゆい だいざぶろう、1945年12月2日 - ）は、日本の歴史学者、東京女子大学現代文化学部特任教授、東京大学名誉教授、一橋大学名誉教授。専門はアメリカ現代史。

## 経歴
1945年神奈川県鎌倉市生まれ。1964年麻布高等学校卒業。1968年東京大学教養学部卒業。1974年、同大学大学院社会学研究科博士課程を単位取得退学。
1974年明治大学文学部専任講師。1979年、同助手に昇進。1980年一橋大学社会学部助教授。1987年、一橋大学に学位論文を提出して社会学博士の学位を取得。1987年に一橋大学社会学部教授に昇進。この間（1984年-1986年、1995-1996年）、カリフォルニア大学バークレー校客員研究員を務めた。1996年、東京大学大学院総合文化研究科教授。2000～2005年には、東京大学大学院総合文化研究科附属アメリカ太平洋地域研究センター長も兼ねた。2006年、東京女子大学現代文化学部教授。学界では、アメリカ学会会長を2004年から2006年まで務めた。

## 受賞・栄典
- 1990年：『未完の占領改革』で第2回毎日新聞社アジア・太平洋賞特別賞受賞。祖父は法学者鈴木義男[2]。

## 研究内容・業績
- 専門はアメリカ現代史。
- 指導学生に中野聡一橋大学学長[3]、木戸衛一大阪大学教授[4]、佐藤千登勢筑波大学教授[5]などがいる。

## 著書

### 単著
- 『戦後世界秩序の形成――アメリカ資本主義と東地中海地域 1944-1947』（東京大学出版会, 1985年）
- 『未完の占領改革――アメリカ知識人と捨てられた日本民主化構想』（東京大学出版会, 1989年、新版2016年）
- 『日米戦争観の相剋――摩擦の深層心理』（岩波書店, 1995年）
  - 増補版『なぜ戦争観は衝突するか――日本とアメリカ』（岩波現代文庫, 2007年）
- 『好戦の共和国 アメリカ――戦争の記憶をたどる』（岩波新書, 2008年）
- 『ベトナム戦争に抗した人々』（山川出版社「世界史リブレット」, 2017年）
- 『平和を我らに――越境するベトナム反戦の声』（岩波書店「シリーズ日本の中の世界史」, 2019年）
- 『避けられた戦争 一九二〇年代・日本の選択』（ちくま新書, 2020年）

### 共著
- （木畑洋一・伊藤定良・高田和夫・松野妙子）『世紀転換期の世界――帝国主義支配の重層構造』（未來社, 1989年）
- （小菅信子）『連合国捕虜虐待と戦後責任』（岩波書店, 1993年）
- （古田元夫）『世界の歴史 (28) 第二次世界大戦から米ソ対立へ』（中央公論社, 1998年／中公文庫, 2010年）
- （藤田進）『21世紀の課題 グローバリゼーションと周辺化　21世紀歴史学の創造7』（有志舎, 2013年）
- （南塚信吾・木畑洋一・山田朗）『軍事力で平和は守れるのか　歴史から考える』（岩波書店, 2023年）

### 編著
- 『新訂 アメリカの歴史』（放送大学教育振興会, 2004年）ISBN 4595237626
- 『越境する一九六〇年代 米国・日本・西欧の国際比較』（彩流社, 2012年）

### 共編著
- （後藤政子）『南北アメリカの500年 (5) 統合と自立』（青木書店, 1993年）
- （中村政則・豊下楢彦）『占領改革の国際比較――日本・アジア・ヨーロッパ』（三省堂, 1994年）
- （遠藤泰生）『多文化主義のアメリカ――揺らぐナショナル・アイデンティティ』（東京大学出版会, 1999年）
- Framing the Pacific in the 21st Century: Co-existence and Friction, co-edited with Yasuo Endo, (Center for Pacific and American Studies, University of Tokyo, 2001).
- （有賀夏紀）『アメリカの歴史――テーマで読む多文化社会の夢と現実』（有斐閣, 2003年）
- （五十嵐武士）『アメリカ研究入門［第3版］』（東京大学出版会, 2003年）
- （遠藤泰生）『浸透するアメリカ、拒まれるアメリカ――世界史の中のアメリカニゼーション』（東京大学出版会, 2003年）
- Crossed Memories: Perspectives on 9/11 and American Power, co-edited with Laura Hein, (University of Tokyo Press, 2003).
- （遠藤泰生）『太平洋世界の中のアメリカ――対立から共生へ』（彩流社, 2004年）
- （倉沢愛子・杉原達・成田龍一・テッサ・モーリス=スズキ・吉田裕）『岩波講座 アジア・太平洋戦争』（岩波書店（全8巻）, 2005年-2006年）
- （紀平英作）『シリーズ・アメリカ研究の越境（5）グローバリゼーションと帝国』（ミネルヴァ書房, 2006年）

### 訳書
- ハワード・ジン『民衆のアメリカ史（上・中・下）』（TBSブリタニカ, 1982年）
- ハワード・ジン『民衆のアメリカ史－1492年から現代まで（世界歴史叢書）（上・下巻）』（明石書店, 2005年）
上巻：ISBN 4750320552、下巻：ISBN 4750320560（上記は「2000年の大統領選挙と『テロリズムに対する戦い』」までを網羅した、原著増補版で改訳）